# IJsclub Nut & Vermaak

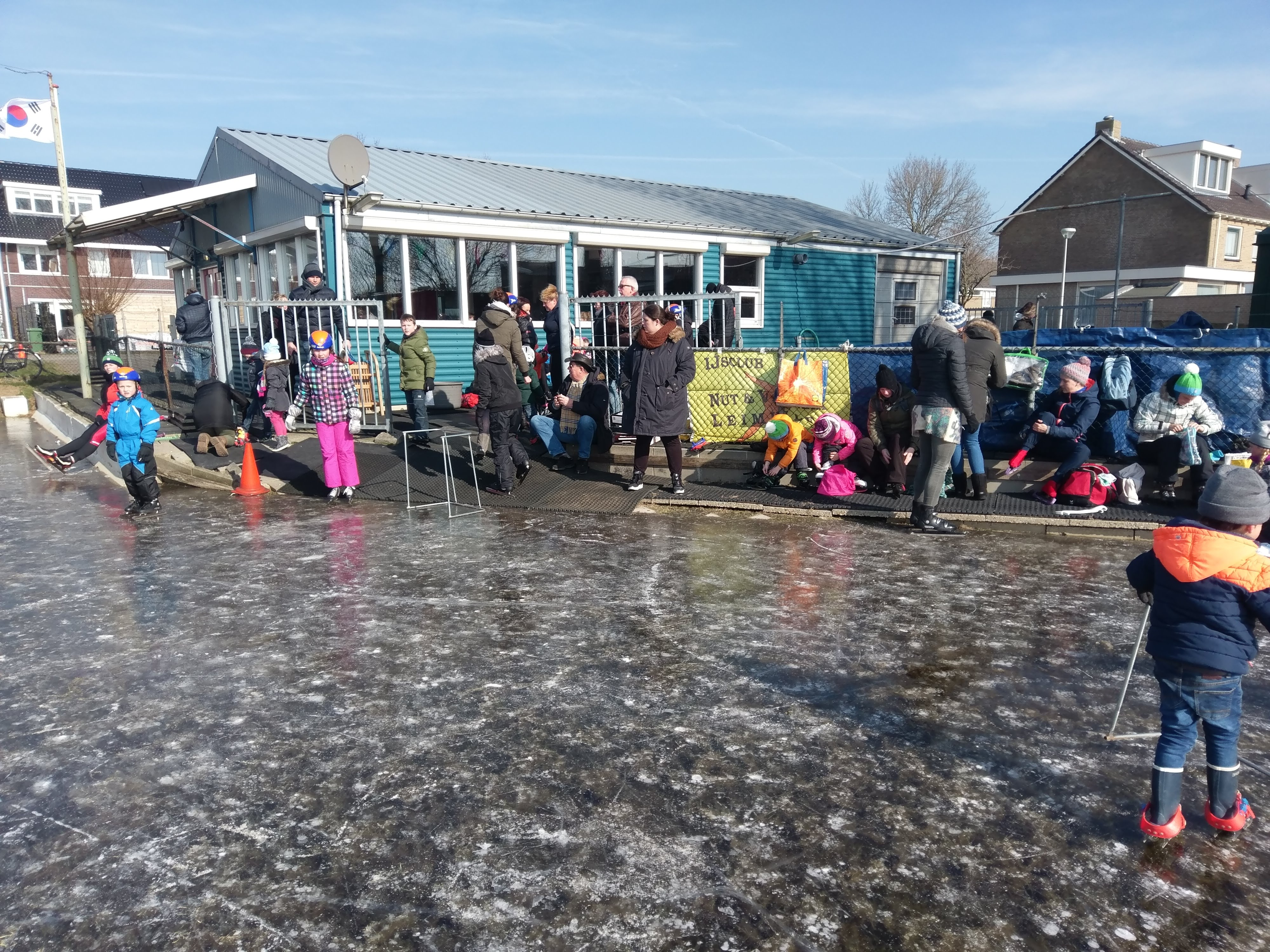

IJsclub Nut & Vermaak is een ijsclub opgericht in Leimuiden op 14 december 1904. In 1943 fuseerde Nut & Vermaak met de op 23 november 1906 opgerichte ijsclub Leimuiden, welke in 1936 nog was hernoemd naar IJsclub Werkverschaffing, de fusieclub ging verder onder de naam IJsclub Nut & Vermaak.

## Heden
Nut & Vermaak is een actieve ijsclub die in het bezit is van zijn eigen landijsbaan. De jeugd schaatst sinds 1978 in Schaatshal Leiden en de oudere jeugd en volwassenen zijn rond 1980 gaan schaatsen op IJsbaan Haarlem. Hier worden ook wedstrijden worden verreden en wordt geshorttrackt. In de zomer worden schaats specifieke trainingen georganiseerd zoals skeeleren, bootcamps en meer.
Verder organiseert de ijsclub ook maandelijks kaartavonden in het clubgebouw.
Bekende leden zijn Bob de Jong en Esmee Visser.

## Clubgebouw & natuurijsbaan
Het clubgebouw van IJsclub Nut & Vermaak is in 1994 gebouwd door leden van de ijsclub. In 2004 is het uitgebreid naar zijn huidige grote. Het gebouw is vernoemd naar Bob de Jong als eerbetoon aan zijn carrière en als dank voor zijn steun aan de ijsclub waarvoor hij al tientallen jaren het uithangbord is.
In 1967 kwam de ijsclub in het bezit van een natuurijsbaan. In 1973 verhuisde de ijsclub naar de huidige locatie met wederom een natuurijsbaan. De baan wordt gedurende de zomer begraast door schapen en 's winters staat de baan onder water in afwachting van vriezend weer.

## Toekomst
In de zomer van 2021 werd bekend dat de ijsclub samen met de aangrenzende scouting en volkstuinvereniging gaat onderzoeken of zij naar het westen van de huidige locatie kunnen verhuizen. Dit om woningbouw mogelijk te maken. Bij dit onderzoek wordt gekeken naar de mogelijkheid om ook een skeelerbaan te realiseren. Hierop zou zomers geskeelerd kunnen worden en 's winters kan versneld op natuurijs worden geschaatst.
De uitkomst van het onderzoek naar de nieuwe locatie wordt in de zomer van 2022 verwacht.
A.S.S.W.S.V. SKITS (Amsterdam) · IJssportvereniging Alblasserwaard (Dordrecht) · E.S.S.V. Alcedo (Rotterdam) · IJsclub Bleiswijk (Bleiswijk) · D.S.V. De Skeuvel (Enschede) · HardrijVereniging Den Haag-Westland · (Den Haag) · IJsclub Eindhoven (Eindhoven) · Schaatsclub Gouda (Gouda) · IJsvereniging Groningen (Groningen) · HCH Heerenveen (Heerenveen) · Hengelose IJsclub (Hengelo) · IJsclub Nut & Vermaak (Leimuiden) · IJsclub Twenthe (Almelo) · 
IJssport Vereniging Leiden (Leiden) · STV Lekstreek (Krimpenerwaard) · Lissesche IJsclub (Lisse) · NSSV (Mildam) · USSV Softijs (Utrecht) · SVS Stevensbeek (Stevensbeek) · IJsvereniging Zoetermeer (Zoetermeer)